# Михайло Ломоносов (науково-дослідне судно)
Науково-дослідне судно «Михаил Ломоносов» — радянське науково-дослідне судно (НДС), пароплав, побудований в Німецькій Демократичній Республіці на суднобудівельному заводі «Нептун-Верф». Спущений на воду 3 листопада 1956. Науковий стаж НДС — 40 років, 35 років під прапором СРСР і 5 років під прапором України. На ньому здійснено 69 науково-дослідних рейсів в Атлантичний, Індійський і Тихий океани.
Основою проєкту були конструкторські розробки колективу вчених Морського гідрофізичного інституту АН СРСР (нині Морський гідрофізичний інститут НАН України) на чолі з В. В. Шулейкіним, технічне завдання на спорудження судна розробили співробітники відділу морських експедиційних робіт Президії АН СРСР під керівництвом І. Д. Папаніна.
Перше радянське НДС, на якому встановили керівну обчислювальну машину (КОМ) «Днепр», згодом ЕОМ ЄС-1033 та запропонували автоматизовану систему збирання та обробки різнорідної океанографічної інформації.
Економічна криза на початку 1990-х років змусила судновласника МГІ НАН України здавати «Михаил Ломоносов» в оренду. 2 листопада 1992 відбувся останній 55-й (за прийнятою нумерацією, за загальною кількістю — 69-й) експедиційний рейс судна. Різкий спад економіки перевів на комерційні рейки практично всі судна МГІ та інших установ як НАН України, так і Держкомгео (Державний комітет України по геології і використанню надр). «Михаил Ломоносов» продовжував ходити на лінії Севастополь—Ялта—Новоросійськ—Стамбул ще 5 років, але 26 вересня 1997 повернувся з останнього комерційного рейсу і став на прикіл у Великому Інкерманському ковші. Наприкінці 1998 Президія НАН України вирішила продати його в Індію на брухт. 20 січня 1999-го судно прибуло на рейд Аланг, і 23 січня його поставили на мілину для утилізації.